# الركود في أوائل التسعينيات
يصف الركود في أوائل التسعينيات فترة الركود الاقتصادي التي أثرت على معظم العالم الغربي في بداية تسعينيات القرن العشرين، والتي يُعتقد أنها ناجمة عن السياسة النقدية التقييدية التي سنتها البنوك المركزية في المقام الأول استجابةً لمخاوف التضخم، وفقدان ثقة المستهلك والشركات نتيجة لارتفاع أسعار النفط عام 1990، ونهاية الحرب الباردة وما تلاها من انخفاض في الإنفاق الدفاعي، وأزمة المدخرات والقروض، وركود في تشييد المكاتب بسبب الإفراط في البناء خلال الثمانينيات. عاد نمو الناتج المحلي الإجمالي العالمي إلى طبيعته بحلول عام 1994. وشملت آثار الركود استقالة رئيس الوزراء الكندي براين مولروني، والهزيمة الانتخابية لجورج بوش الأب في الولايات المتحدة، وخفض عدد الشركات العاملة بنسبة 15%، وارتفاع البطالة لتصل إلى ما يقرب 20% في فنلندا، والاضطرابات المدنية في المملكة المتحدة ونمو مخازن التخفيضات في الولايات المتحدة وخارجها.

## الخلفية
تشمل العوامل الرئيسية التي يُعتقد أنها أدت إلى الركود ما يلي: السياسة النقدية التقييدية التي سنتها البنوك المركزية، وذلك في المقام الأول استجابةً لمخاوف التضخم، وفقدان ثقة المستهلك والشركات نتيجة لارتفاع أسعار النفط عام 1990، ونهاية الحرب الباردة وما تلاها من انخفاض في الإنفاق الدفاعي، وأزمة المدخرات والقروض، وركود بناء المكاتب الناتج عن الإفراط في البناء خلال الثمانينات.

## التداعيات السياسية

### كندا والولايات المتحدة
ربما كان التعافي الوجيز في عام 1988 هو الذي ساعد حكومة بريان مولروني المحافِظة الليبرالية في كندا والحملة الانتخابية الرئاسية الناجحة جورج بوش الأب في الولايات المتحدة. ولكن لم يتمكن أي من الزعيمين من التمسك بالسلطة طيلة القسم الأخير من الركود، بعد أن واجها تحديات من قبل خصومٍ سياسيين يقدمون وعودًا بإعادة صحة الاقتصاد. تمتع بوش في البداية بشعبية كبيرة بعد حرب الخليج الناجحة، ولكن سرعان ما تلاشى ذلك مع تفاقم الركود، أُخفِقت محاولة إعادة انتخابه عام 1992 بشكل خاص بسبب قراره عام 1990 بالتخلي عن تعهده «اقرأ شَفَتي: لا ضرائب جديدة» الذي تعهد به خلال حملته الأولى عام 1988. في الوقت نفسه، أصبح مولروني يفتقر إلى الشعبية في كندا بعد محاولتين فاشلتين للإصلاح الدستوري (اتفاق بحيرة ميتش واتفاق شارلوت تاون)، وإدخال ضريبة السلع والخدمات في عام 1991. استقال من منصب رئيس الوزراء وزعيم الحزب في عام 1993، وأخفق المحافظون الليبراليون في الانتخابات التي جرت في وقتٍ لاحقٍ من ذلك العام، وفازوا بمقعدين فقط. 

### أستراليا
في أستراليا، أشار بول كيتنغ (الذي كان آنذاك وزيرًا لخزانة أستراليا ورئيسًا للوزراء في المستقبل) إلى «الركود الذي كان على أستراليا أن تعاني منه». أصبح هذا الاقتباس حجر الزاوية في حملة الحزب الليبرالي المعارض خلال انتخابات عام 1993، والتي عمدت إلى التأكيد على سوء الإدارة المزعوم للاقتصاد الوطني من قبل حزب العمل الحالي. فشل الحزب الليبرالي في دخول الحكومة، على عكس أحزاب المعارضة في أمريكا الشمالية. 

### نيوزيلندا
في نيوزيلندا المجاورة، جاء الركود بعد إعادة انتخاب حكومة الإصلاحيين لانج لاب. أدى تأثير الإصلاحات الاقتصادية (المعروفة باسم روجرنوميكس) في الركود إلى انقسامات سياسية عميقة بين رئيس الوزراء ديفيد لانج ووزير المالية روجر دوغلاس. لمواجهة الركود، أراد دوغلاس زيادة وتيرة الإصلاح، في حين سعى لانج لمنع الإصلاحات الإضافية. استقال دوغلاس من مجلس الوزراء في عام 1988، ولكن أعيد تعيينه في مجلس الوزراء في عام 1989، مما دفع لانج إلى الاستقالة. خسر حزب العمال الانتخابات العامة عام 1990 بأغلبية ساحقة لصالح الحزب الوطني الذي واصل إصلاحات دوغلاس.

### فنلندا
شهدت فنلندا كسادًا اقتصاديًا حادًا في 1990-1993. أدى سوء إدارة عملية إلغاء الضوابط المالية في الثمانينيات، وخاصة إزالة ضوابط الاقتراض المصرفي وتحرير الاقتراض الأجنبي، إلى جانب العملة القوية وسياسة أسعار الصرف الثابتة، إلى ازدهار ممول بالدين الخارجي. ارتفع اقتراض البنوك إلى أعلى مستوى له بما يتجاوز 100% سنويًا وقفزت أسعار الأصول بسرعة. أدى انهيار الاتحاد السوفييتي في عام 1991 إلى انخفاض التجارة مع روسيا بنسبة 70%، وفي النهاية اضطرت فنلندا إلى خفض قيمة العملة، مما زاد أعباء الديون المقومة بالعملة الأجنبية للقطاع الخاص. وفي الوقت نفسه عملت السلطات على تشديد الرقابة المصرفية والتنظيم التحوطي، وانخفض الإقراض بنسبة 25%، وانخفضت أسعار الأصول إلى النصف. أدى هذا إلى انخفاضٍ حادٍ في الطلب الإجمالي وموجة من الإفلاس، إلى جانب زيادة معدل المدخرات والاضطرابات الاقتصادية في مختلف أنحاء العالم. تصاعدت الخسائر الائتمانية وتبعتها أزمة مصرفية حتمية. انخفض عدد الشركات بنسبة 15%، وتقلص الناتج المحلي الإجمالي الحقيقي بنحو 14%، وارتفعت البطالة من 3% إلى ما يقرب من 20% في أربع سنوات. 
استند الانتعاش إلى الصادرات، بعد خفض قيمة العملة بنسبة 40%، وارتفعت حصة الصادرات في الاقتصاد العالمي من 20% إلى 45% كنسبة من الناتج المحلي الإجمالي، احتفظت فنلندا بفوائض ثابتة في الحساب الجاري.

### المملكة المتحدة
وعلى الرغم من أن العديد من الاقتصادات الكبرى أظهرت تقلصًا ربع سنويّ خلال عام 1989، لكن الاقتصاد البريطاني استمر في النمو حتى الربع الثالث من عام 1990. ولم يعد تأسيس النمو الاقتصادي حتى أوائل عام 1993، مع إعلان انتهاء الركود رسميًا في 26 أبريل من ذلك العام، ولكن حكومة المحافظين التي استمرت في السلطة منذ عام 1979، تمكنت من إعادة الانتخاب في إبريل 1992 بعد أن ساعد استبدال مارغريت تاتشر التي خدمت لفترة طويلة، بجون ميجر كرئيس للوزراء في نوفمبر 1990، في صدّ تحدٍ قوي من نيل كينوك وحزب العمال.
بعد نهاية الركود، سجل الاقتصاد البريطاني مستويات غير مسبوقة من النمو الاقتصادي المتواصل الذي دام أكثر من خمسة عشر عامًا، إلى أن عاد الاقتصاد إلى الركود خلال عام 2008. كان الركود الاقتصادي الأخير أسوأ مما كان عليه في أوائل التسعينيات.

## التأثير على الثقافة
اختار المزيد من الناس التسوق في متاجر التخفيضات، في الولايات المتحدة خلال فترة الركود. سبب هذا تفوق وول مارت وكمارت (اللذان أصبحا من أكبر متاجر التجزئة في البلاد في عام 1989) على سيرز التقليدية القوية.

## اضطرابات مدنية
حدثت موجة كبيرة من أعمال الشغب في ذروة الركود في عام 1991 في المملكة المتحدة، إذ اعتبرت البطالة والاستياء الاجتماعي من العوامل الرئيسية. وشملت المناطق المتضررة هاندزورث في برمنغهام، وبلاكبيرد لييز في أكسفورد، وكيتس هيل في دودلي، ومدو ويل على تينيسايد، وإلي في كارديف، وهارتليف في برستل. وكانت هذه المجتمعات مجتمعات معزولة دمرها الفقر والبطالة، وفُصلت عن المراكز الحضرية.